# Zettlitz
Zettlitz es un municipio situado en el distrito de Sajonia Central, en el estado federado de Sajonia (Alemania), a una altitud de 260 metros. Su población a finales de 2016 era de unos 750 habitantes y su densidad poblacional, 47 hab/km².